# Federația Senegaleză de Fotbal
Federația Senegaleză de Fotbal (franceză Fédération Sénégalaise de Football) este forul ce guvernează fotbalul în Senegal. Se ocupă de organizarea echipei naționale și a campionatului.